# Битка при Микале
Битката при Микале (на старогръцки: Μάχη τῆς Μυκάλης; Machē tēs Mykalēs, Mykale) се провежда между планината Микале (днес Dilek Dağları или Samsun Dağı) в Йония и остров Самос между гръцката и персийската флоти на 27 август 479 пр.н.е. по време на втората Гръко-персийска война, почти едновременно с Битката при Платея.
Спартанският цар Леотихид II от династията на Еврипонтидите и атинският военачалник Ксантип побеждават персийците, които са изтеглили корабите си на сушата. Гърците унищожават корабите на Персия, останали от Битката при Саламин (480 пр.н.е.).